# 厦工股份
厦门厦工机械股份有限公司（英語：XGMA Machinery Co., Ltd.；上交所：600815；简称厦工股份）是中华人民共和国一家生产和制造工程机械的上市公司，总部在福建省厦门市集美区灌口南路668号。

## 历史
1951年，厦门厦工机械股份有限公司的前身厦门工程机械厂建立。1993年12月，厦门工程机械厂改制成上市公司。1994年1月28日，厦工股份以每股5元的发行价在上海证券交易所上市。